# Teixo-do-pacífico
O teixo-do-Pacífico (Taxus brevifolia) , é uma espécie de árvore da família Taxaceae nativa da América do Norte. É uma pequena conífera (gimnosperma) perene , adaptada a ambientes úmidos e podendo apresentar a forma de um arbusto.

## Características
O teixo-do-Pacífico cresce de 10 a 15 m de altura e com um tronco de até 50 centímetros de diâmetro, raramente mais. Em alguns casos, árvores com altura superior a 20 m ocorrem em parques e outras áreas protegidas. A árvore é de crescimento extremamente lento e tem o hábito de apodrecer por dentro, criando formas ocas. Isso torna difícil e às vezes impossível fazer contagens precisas de anéis para determinar a verdadeira idade de um espécime. Muitas vezes prejudicada pela sucessão ecológica de seu habitat, geralmente acaba em uma forma atarracada, capaz de produzir novos brotos a partir de tocos decapitados. Em sua forma arbustiva, pode se reproduzir vegetativamente por meio de camadas .
Possui casca fina e escamosa , vermelha e depois marrom-arroxeada, cobrindo uma fina camada de madeira de seiva esbranquiçada com um cerne mais escuro que varia em cor de marrom a um tom arroxeado a vermelho escuro, ou mesmo laranja brilhante quando fresco cortar. As folhas são lanceoladas, planas, verde-escuras, 1–3 cm de comprimento e 2–3 milímetros de largura, dispostos em espiral no caule, mas com as bases das folhas torcidas para alinhar as folhas em duas linhas planas de cada lado do caule, exceto em brotos principais eretos, onde o arranjo em espiral é mais óbvio.
Os cones de sementes são altamente modificados, cada cone contendo uma única semente de 4 a 7 mm 8–15 mm de comprimento e largura respectivamente, sendo aberto na extremidade. Os arilos estão maduros 6-9 meses após a polinização. As sementes contidas nos arilos são comidas por tordos e outras aves , que dispersam as sementes duras intactas em seus excrementos; a maturação dos arilos  leva de 2 a 3 meses, aumentando as chances de dispersão bem-sucedida das sementes. Os cones masculinos são globosos, com diâmetro de 3–6 mm E liberam seu pólen no início da primavera. É principalmente dióico , mas indivíduos ocasionais podem ser monóicos de forma variável ou mudar de sexo com o tempo.

## Variantes
Taxus brevifolia var. reptaneta é uma variedade arbustiva que geralmente ocorre na faixa de elevação média a superior da variedade típica, 1.000–1.220 m em sua ocorrência mais ao sul na região das montanhas Klamath e em elevações mais baixas ao norte. Distingue-se das árvores jovens da variedade típica (var. brevifolia ) por seus caules inicialmente rastejando ao longo do solo por uma curta distância antes de ascender para cima e pelos galhos crescendo para um lado do caule, geralmente o lado superior.  O epíteto reptaneta vem do latim reptans, que significa "rastejar, prostrar-se e enraizar-se", que é exatamente o que essa variedade faz; ao enraizar, forma moitas de teixo; daí o epíteto reptaneta (etum significa local coletivo de crescimento) e daí o nome comum, teixo de matagal. Ao contrário da variedade típica, o teixo cresce em abundância em brotos de avalanche ou ravinas abertas e ensolaradas, bem como no sub-bosque da floresta. Também ocorre ao longo das margens da floresta. No noroeste de Montana, uma variante do teixo não sobe; em vez disso, permanece ao longo do solo. Esta é provavelmente a forma ancestral; a forma vertical com galhos ao longo do lado superior seria o padrão de crescimento esperado que poderia evoluir de um com caules que rastejam estritamente ao longo do solo, já que os galhos só podem surgir da superfície superior.
Taxus brevifolia var. reptaneta foi arbitrariamente indicada como sinônimo de teixo típico, T. brevifolia (var. brevifolia ); não há estudos para apoiar esta visão. Mesmo que as duas variedades possam ser geneticamente distintas, alguns botânicos reconhecem espécies ou variedades apenas se tiverem distribuições geográficas diferentes. Por exemplo, T. mairei var. speciosa , que ocorre com a variedade típica no sul da China em 10 das 13 províncias, foi rejeitada pela falta de uma "razão geográfica" para reconhecê-la , embora pareça geneticamente distinta.
Taxus brevifolia var. reptaneta também foi proposto para ser elevado ao status de subespécie sem justificativa ou explicação. Tal mudança provavelmente causaria considerável confusão tendo em vista que a classificação das subespécies já foi usada no gênero Taxus para definir subespécies separadas geograficamente de uma única espécie ( T. baccata ). Além disso, uma recomendação desencoraja fortemente os taxonomistas de "elevar uma 'variedade' a uma 'subespécie' a menos que haja evidência científica suficiente para justificar tal elevação", e que "é crucial fornecer continuidade".
Taxus brevifolia var. poliqueta . Taxus brevifolia típico, como a maioria das espécies do gênero, geralmente produz um único óvulo em um broto escamoso complexo, composto de um broto primário e um broto curto secundário. Para o observador casual, eles aparecem como um rebento em forma de funil com um óvulo no ápice. No entanto, Taxus brevifolia var. polychaeta difere de var. brevifolia na produção de um broto primário relativamente mais longo com até cinco brotos secundários. O epíteto, polychaeta , é uma referência ao broto primário que se assemelha a um poliquetaminhoca; daí, seu nome comum 'teixo de cone de verme. A variedade polychaeta parece ser relativamente rara. Pode ter sido extirpado da localidade tipo - em torno de Mud Bay , perto de Olympia, Washington - como resultado da expansão urbana. Também é conhecido do norte de Idaho e do Condado de Sonoma, Califórnia.

## Distribuição geográfica
O teixo do Pacífico é nativo do noroeste do Pacífico . Ele varia do extremo sul do Alasca até o norte da Califórnia , principalmente nas Cordilheiras da Costa do Pacífico , mas com populações disjuntas isoladas no sudeste da Colúmbia Britânica e no norte de Idaho . Ela cresce em vários tipos de ambientes; no entanto, em ambientes mais secos, limita-se principalmente a habitats ribeirinhos, enquanto em ambientes húmidos cresce em encostas e cumes, pelo menos tão alto quanto 1.400 metros (4.600 pés) acima do nível do mar.  O teixo do Pacífico é tolerante à sombra , mas também pode crescer ao sol. A tolerância à sombra da árvore permite que ela forme um sub- bosque , o que significa que ela pode crescer ao longo de riachos, fornecendo sombra para manter a temperatura da água

## Utilização
A madeira resiliente e resistente ao apodrecimento era usada pelos nativos americanos para fazer ferramentas como arcos , flechas e remos de canoa. Outros propósitos para o teixo incluíam fazer arpões, anzóis, cunhas, colheres, tambores e pontas de flechas.
Os fabricantes modernos de arco longo relatam que uma porcentagem muito pequena de teixos é de um grão adequado para seu ofício. Algumas culturas asiáticas como os japoneses usavam para fins decorativos
Embora muitas partes dos teixos sejam venenosas e possam ser fatais se ingeridas, o suculento copo vermelho ao redor da semente parece ser comestível, desde que a semente dentro não seja mastigada ou engolida, com um sabor semelhante a gelatina de cereja.  Os pássaros comem esses copos e espalham as sementes. Os alces se alimentam da árvore no inverno nas florestas das Montanhas Rochosas .

### Taxol
Taxol é o nome comercial do paclitaxel, um medicamento utilizado no tratamento de diversos tipos de câncer, esse composto foi isolado do teixo-do-pacífico pela primeira vez em 1971, porém só foi aprovado para uso médico em 1993. Serve para o tratamento de câncer como: de pulmão, mama, ovário, pâncreas e sarcoma de kaposi.
Até 1993 praticamente todo o paclitaxel comercializado era obtido da casca do teixo-do-pacífico, era necessário cerca de 3 mil árvores para a obtenção de 1 kg do composto, o processo matava a árvore tornando-o insustentável do ponto de vista econômico e ambiental.
A síntese total do paclitaxel foi alcançada em 1992, os primeiros artigos aceitos vieram em 1994. Antes da síntese total foi descoberta uma semissíntese a partir de uma substância, a 10-desacetilbacatina, que podia ser extraída de outra espécie de teixo do mesmo gênero.
o teixo do Pacífico nunca foi colhido comercialmente em grande escala em seu habitat; o uso generalizado do paclitaxel foi possibilitado por volta de 2003, quando uma via semi-sintética foi desenvolvida a partir de extratos de teixos cultivados de outras espécies.